# Ding Chao

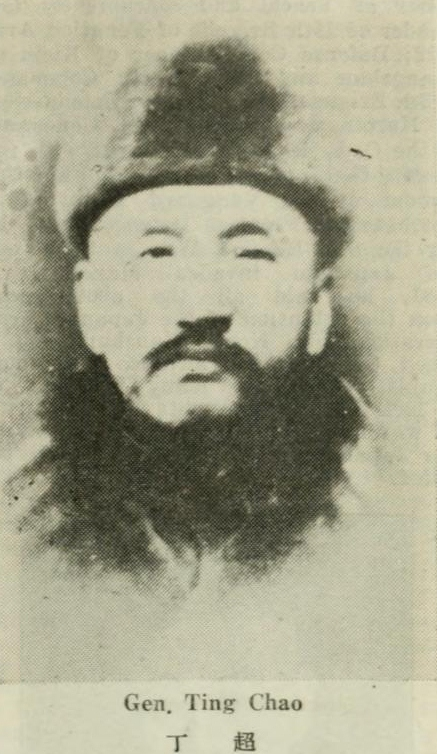
Ding Chao, vor 1934

Ding Chao (chinesisch 丁超, Pinyin Dīng Chāo, W.-G. Ting Ch'ao) war ein chinesischer General zur Zeit der japanischen Invasion der Mandschurei. Während der Schlacht von Harbin führte er die die Stadt verteidigenden chinesischen Truppen.
Am 5. Februar 1932 wurde er von japanischen Truppen und Truppen des Generals Hai Xia besiegt.